# Chao (Virú)
Chao es una localidad peruana capital del Distrito de Chao de la Provincia de Virú en el Departamento de La Libertad. Se ubica aproximadamente a unos 65 kilómetros al sur de la ciudad de Trujillo. Creado por Ley N° 26427-4 de enero de 1995.
Clima tropical